# 重力与呼吸
《重力與呼吸》（日语：重力と呼吸）是日本搖滾樂團Mr.Children的第19張專輯，於2018年10月3日發行。

## 簡介
前張專輯《REFLECTION》後，隔了3年4個月後才發行。專輯名稱也是繼第5張專輯《深海》以來，再度使用漢字為標題。這張作品被視為是「Mr.Children仍在第一線繼續作戰的宣戰公告」，音樂本身傳遞的訊息既是為了迎向第26年的來臨，而且隨著年齡與經驗的增長，還要透過強而有力的聲音而努力活著。專輯同時也是自1993年發行第3張專輯《Versus》以來，內容只有收錄10首歌、且時間在50分鐘以內的作品。櫻井自承它是一張「濃密的專輯」，希望聽眾能仔細聆聽其中各自喜歡的景色，並以此為目標而製作出來充滿自我的音樂。
第36張單曲〈光之畫室〉（ヒカリノアトリエ）、第37張單曲所收錄的〈忙碌的我們〉（忙しい僕ら），以及2017年巡演等發表的新曲〈童話〉（お伽話）、〈內心〉（〉均未收錄。
2018年8月2日，將包含此次專輯作品的所有歌詞，以全曲詩集《Your Song》為名發行（包括普通版及Fans Club的愛藏版），並公告舉辦「Mr.Children Tour 2018-19 重力と呼吸」巡迴演唱會。9月17日，Mr.Children的官網出現了一串數字「10691059」，並且開始倒數新專輯，引發歌迷揣測。9月20日，正式揭曉新專輯名稱：《重力與呼吸》（重力と呼吸），原來先前官網數字「10691059」之中「1069」對應的日文；「10」對應的日文；「59」對應的日文。
首週賣出31萬張，2018年10月15日的Oricon榜登上專輯週間排行的第1名。接著連續3週在Oricon榜、Billboard JAPAN的專輯週間榜上首位，是2018年度唯一獲此成績的專輯。日本唱片協會於2018年10月将其與米津玄師的《BOOTLEG》認定為金唱片及雙白金唱片。
2018年Oricon年榜第4名，是原創性專輯《IT'S A WONDERFUL WORLD》以來連續九張作品進入年榜前10名。

## 收錄曲目
| CD       | CD                               | CD | CD    |
| 曲序     | 曲目                             | 备注 | 时长  |
| -------- | -------------------------------- | --- | ----- |
| 1.       | Your Song                        | 本曲先以MUSIC VIDEO簡短版解禁。 10月3日推出完整版，並有Original Story版公開，由林遣都、村上穂乃佳等演出，導演為林響太朗。       | 5:13  |
| 2.       | 在海邊，內心變得更加清澈（）     | | 5:29  |
| 3.       | SINGLES                          | 朝日電視連續劇《企業併購王禿鷹》（ハゲタカ）主題曲。 10月3日公開MUSIC VIDEO簡短版，由井之脇海與阿部純子等演出，導演為林響太朗。 | 4:45  |
| 4.       | here comes my love               | 富士電視台週四晚間連續劇《鄰家月更圓》(隣の家族は青く見える）主題曲。 2018年1月19日以配信限定下載。                             | 6:00  |
| 5.       | 箱庭                             | | 3:16  |
| 6.       | addiction                        | | 4:28  |
| 7.       | day by day（愛犬可魯的故事）（） | | 3:14  |
| 8.       | 秋天給我的門票（）               | | 3:30  |
| 9.       | himawari（）                     | 電影《我想吃掉你的胰臟》（君の膵臓をたべたい）主題曲。 2017年7月26日發行第37張單曲。 歌詞相同，但音源及演奏方式並不同。         | 5:58  |
| 10.      | 皮膚呼吸                         | 2017年7月，首次以「未發表DEMO」於NTT DOCOMO的25週年CM中公開。 英文歌詞由Ken Masui負責。                                         | 6:08  |
| 总时长： | 总时长：                         | 总时长： | 48:01 |